# ボーティン彗星
ボーティン彗星（英語: 85P/Boethin）は、1975年にLeo Boethinによって発見された短周期彗星である。フィリピン人が発見した最初の彗星である。1986年1月に予測通り再び出現し、7-8等級まで明るくなり、ハレー彗星と並んで見えた。1997年4月に再度近日点を通過すると予測されていたが観測されず、1986年3月以来観測されていない。もし次に予想通りに現れるとすると2031年末ぐらいに近日点を通過する。

## 発見
ボーティン彗星は1975年1月4日から8日にLeo Boethinが見かけの等級約12のときに初めて観測した。彼は天文電報中央局まで手紙で発見を伝えた。この手紙は17日に届いたものの、月光の明るさによりボーティン彗星は観測できなかった。しかし、29日と2月1日にBoethinは再度この彗星の観測に成功し、ブライアン・マースデンは暫定的に天体暦を求めた。4日には写真を得られなかったもののC. Scovilが観測し、5日には浦田武が10等で観測、9日にはJ. E. BortleとR. E. McCroskyがそれぞれ個別に確認した。
なお、Leo Boethinはボーティン彗星の発見前の1973年1月にも新しい彗星を発見したと天文電報中央局に伝えていたが、この彗星はボーティン彗星とは異なる。2003年にアマチュア天文家のGary W. Kronk（英語版）によりコワル第2彗星であったことが分かった。

## 軌道
ボーティン彗星は公転周期11.81年の木星族彗星である。1800年前後から木星とほとんど1:1で軌道共鳴しており、2490年前後まで続くと考えられている。木星と1:1の軌道共鳴をすることが明らかになったのはスローター・バーナム彗星に次いで2例目であった。1:1で軌道共鳴する彗星については木星のトロヤ群で発生した可能性も示唆されている。1995年8月18日には木星に0.63 auまで接近した。

## 探査計画と彗星の消失
アメリカ航空宇宙局が実施する彗星探査計画EPOXI計画において、2008年12月に探査される予定であった。しかしながら、フライバイを行うのに十分な精度で軌道を計算することができなかった。彗星は観測できないほど小さく崩壊してしまったのではないかと考えられている。その結果、2017年6月9日にはMPC 104935において彗星の番号が85Pから85Dになりつつあることが公表されたが、JPLやMPCは2022年3月現在、まだ85Pの方を使用している。